# Luigi Pulci
Luigi Pulci (Florença, 15 de agosto de 1432 – Pádua, 11 de novembro de 1484) foi um poeta italiano famoso por ser o autor de Morgante Maggiore, uma história épica em 28 cantos sobre dois gigantes, um convertido ao Cristianismo e que segue o cavaleiro Orlando, e outro cínico, e que é uma sátira aos romances de cavalaria.
Os seus patronos eram os Medici, em especial Lorenzo Medici, que o enviou em missões diplomáticas. Por volta de 1470 Pulci necessitava de dinheiro e entrou ao serviço de Robert Sanseverino, um condottiere do norte de Itália. Uma violenta polémica em que era acusado de heresia amargurou os seus últimos anos de vida.
O seu irmão Luca (1431-1470) foi também escritor.

## Biografia

### Início De Vida e Família
Luigi pulci nasceu em uma família nobre, mas com dificuldades financeiras. Ele foi educado em Florença e, através de sua amizade com Lorenzo de' Medici, conseguiu o patronato dos Medici, que lhe proporcionou estabilidade e oportunidades de desenvolver seu talento literário.
Seu trabalho mais famoso, "Morgante", é um poema burlesco que narra as aventuras do gigante Morgante e do cavaleiro Orlando. Escrito entre 1461 e 1483, o poema é uma mistura de humor, paródia e elementos cavaleirescos tradicionais, refletindo tanto a cultura popular quanto as questões teológicas e filosóficas do Renascimento.

### Principais Obras
- Morgante: Esta obra é composta por 28 cantos e é frequentemente descrita como uma epopeia humorística. Pulci utiliza o personagem do gigante Morgante para explorar temas como a amizade, a bravura e a moralidade, frequentemente de maneira satírica.
- Lettere: Uma coleção de cartas escritas por Pulci que oferecem insights sobre sua vida pessoal, suas relações com outros escritores e sua visão sobre a literatura e a política da época.[1]